# Enver Marić
Enver Marić (* 16. April 1948 in Mostar) ist ein ehemaliger jugoslawischer Fußballspieler. Der gebürtige Bosnier zählte in den 1970er Jahren zu den weltbesten Torhütern.

## Laufbahn
Während seiner Jugendzeit bei Mostar kam das Torhütertalent bereits zu 16 Einsätzen in den U16- und U18-Auswahlmannschaften des Verbandes. Von 1967/68 bis 1975/76 stand Maric im Tor von Velez Mostar. In der Saison 1973/74 erreichte er mit seinem Verein die Vizemeisterschaft in Jugoslawien. In Deutschland wurde Enver Marić durch die Fußball-Weltmeisterschaft 1974 bekannt. Bei dieser (seiner einzigen) Teilnahme an einem WM-Turnier zählte er zu den herausragenden Spielern der jugoslawischen Nationalmannschaft, die sich in der ersten Finalrunde gegen den Titelverteidiger Brasilien, Schottland und Zaire als Gruppenerster für die zweite Finalrunde qualifizieren konnte. Im ersten Spiel der zweiten Runde jedoch unterlag Jugoslawien der BRD mit 0:2. Die Tore gegen Marić schossen Paul Breitner und Gerd Müller.
Nach der EM 1976 nahm der FC Schalke 04 den Torhüter unter Vertrag. Sein Bundesligadebüt gab Marić am 14. August 1976 beim 3:2-Heimsieg gegen Werder Bremen. Marić blieb bei Schalke bis 1978 und absolvierte für „Königsblau“ 47 Spiele in der Fußball-Bundesliga. In seiner ersten Saison mit Schalke 04, 1976/77, bestritt er unter Trainer Friedel Rausch 31 Ligaspiele und kam mit seiner neuen Mannschaft zur Vizemeisterschaft. Im zweiten Schalker Jahr, 1977/78, bekam er mit Volkmar Groß einen ernsthaften Rivalen und kam nur noch auf 16 weitere Bundesligaspiele. Er kehrte im Sommer 1978 wieder zu seinem Heimatverein nach Mostar zurück, wo er noch bis 1985 im Tor stand. Im Jahr 1981 gewann er als Kapitän mit seiner Mannschaft den Landespokal und 1984 noch einmal die Vizemeisterschaft.
Für Jugoslawien bestritt er 32 Länderspiele. Sein Debüt in der Nationalelf gab er am 30. April 1972 in Belgrad beim EM-Viertelfinalspiel gegen die Sowjetunion (0:0). Auch sein 32. Länderspieleinsatz fand im Rahmen eines EM-Viertelfinals statt. Am 22. Mai 1976 erreichte er in Cardiff mit Jugoslawien ein 1:1-Remis gegen Wales.
Enver Marić war Trainer seines Heimatclubs Velež Mostar, von 1993 bis 1998 bei Fortuna Düsseldorf und anschließend, bis 2010, Torwarttrainer von Hertha BSC. Er lebt heute in Berlin, ist verheiratet und hat zwei Söhne. Einer davon ist der ehemalige Mittelstürmer Leo Marić. Am 5. Oktober 2010 erlitt Enver in der Berliner Charité nach einer Herzoperation einen Schlaganfall, konnte aber wieder voll genesen.